# الیکایی دشتی غربی
الیکایی دشتی غربی (نام علمی: Calamanthus montanellus) نام یک گونه از تیره چکاوک اقیانوسیه است.